# Lois Kills Stewie
Lois Kills Stewie («Лоис убивает Стьюи») — пятая серия шестого сезона мультсериала «Гриффины». Премьерный показ состоялся 11 ноября 2007 года на канале FOX.

## Сюжет
Заставку эпизода предворяет Том Такер, который просит вкратце рассказать своего коллегу Олли Вильямса сюжет предыдущей серии: — Стьюи убил Лоис! Питера обвинили! Питера судили! Лоис вернулась! Она не умерла!
Никто в зале суда, включая семью Лоис, не верит ей, что покушение на убийство мог совершить младенец Стьюи. Тогда Лоис рассказывает историю своего чудесного спасения.
Смертельно раненую женщину спас русал, который доставил её на берег и залечил все её раны. Лоис отклонила его сексуальные домогательства и отправилась в дорогу. Лоис потеряла память, и вскоре обнаружила себя в Северной Каролине. Там она устроилась на работу в лагерь для толстяков «ПоложьВилку» (Camp Putdownadaforka). В её обязанности входило следить, чтобы дети не съели друг друга. Вскоре Лоис познакомилась с молодым человеком Дерреком, который оказался членом фашистской группировки. Он привёл её на собрание, где Лоис высказалась против фашизма, упомянув Холокост, за что и получила бутылкой по голове. Это вернуло ей память, и Лоис вернулась в Куахог.
Этот рассказ, а также побег Стьюи из зала суда, убеждают всех, что малыш — убийца. На его розыски брошена вся полиция города.
Вскоре малыш обнаруживается у себя дома, где он подкарауливает всю свою семью целиком и берёт их на мушку. Малыш издевается над Питером, который не обращал на Стьюи раньше никакого внимания. На крики приходит Джо, и Брайан по приказу Стьюи спроваживает его. Вскоре к Гриффинам случайно заглядывает Кливленд, которого Стьюи убивает прямо на пороге. После этого малыш связывает всю свою семью, а Брайана берёт в заложники и сажает за руль автомобиля. Через некоторое время машина паркуется у здания ЦРУ. Сделав обоим фальшивые удостоверения и надев подходящие костюмы, Стьюи с Брайаном проникают внутрь, где малыш находит то, что искал — комнату с терминалом, через который он сможет захватить спутники, контролирующие мировую энергосистему. Это ему удаётся в последнюю секунду перед тем, как его берут на мушку агенты ЦРУ — Стэн Смит и его босс Эйвери Баллок.
Мир признаёт своего нового правителя — годовалого Стьюи Гриффина.
Спустя четырнадцать часов семья освобождается от пут (у Криса всё это время, оказывается, были развязаны руки, он просто наслаждался тесным общением с семьёй). Все немедленно бросаются в комнату Стьюи, рассчитывая найти там улики, которые подскажут им, где искать малыша. И они находят ангар, полный всевозможного оружия и сложных механизмов. После этого все шокированы выступлением по телевизору нового диктатора Земли — Стьюи.
Лоис больше не может смотреть на безобразие, которое творит её малыш, и принимает решение убить его. Для этого она должным образом экипируется в найденном ангаре Стьюи.
Лоис, вооружённая до зубов, врывается в Овальный кабинет Белого Дома к Стьюи через окно. Происходит перестрелка, а затем и рукопашная с поножовщиной. В последнюю секунду Лоис понимает, что не может убить своего малыша, и Стьюи этим пользуется. От смерти свою жену спасает Питер, застреливший Стьюи.
Стьюи снимает очки своего нового аппарата, в виртуальной реальности которого и происходило действие этого и предыдущего эпизодов. Вошедший Брайан негативно относится к этой затее малыша, который, получается, обманул зрителей, веривших, что всё происходящее — реальность.

## Создание
Предыдущий эпизод является непосредственным началом этого.
Автор сценария: Стив Кэллахан
Режиссёр: Грег Колтон
Композитор: Рон Джоунс
Приглашённые знаменитости: Рэнди Джексон (камео) и Патрик Стюарт (в роли Эйвери Баллока из «Американского папаши»)
Эпизод получил одобрительные отзывы от регулярных критиков «Гриффинов».